# Alfried-Krupp-Förderpreis

Logo der Alfried Krupp von Bohlen und Halbach-Stiftung

Der Alfried-Krupp-Förderpreis (Eigenschreibweise: Alfried Krupp-Förderpreis) ist ein Wissenschaftspreis, der seit 1986 von der gemeinnützigen Alfried Krupp von Bohlen und Halbach-Stiftung vergeben wird. Er würdigt junge Professoren der Natur- und Ingenieurwissenschaften an einer Universität in Deutschland. Der Alfried-Krupp-Förderpreis ist mit 1,1 Mio. Euro dotiert.

## Geschichte
Im Januar 1968 nahm die Alfried Krupp von Bohlen und Halbach-Stiftung ihre Tätigkeit auf. Von Beginn an waren die Förderung wissenschaftlicher Einrichtungen, Forschungsvorhaben und Publikationen sowie die Aus- und Weiterbildung wichtige Arbeitsfelder. Um vielversprechende Forscher in einer frühen Phase ihrer Laufbahn zu unterstützen, neue Ideen zu entwickeln und umzusetzen, richtete die Stiftung Mitte der 1980er-Jahre den Alfried-Krupp-Förderpreis für junge Hochschullehrer ein.
Im Herbst 1986 wurde der Förderpreis erstmals vergeben. Er war zunächst mit 870.000 Mark dotiert, die 1999 auf eine Million Mark aufgestockt wurden. Seit 2005 war der Preis mit einer Million Euro dotiert. Damit handelte es sich um die höchste Dotierung einer von einer privaten Stiftung an Wissenschaftler vergebenen Auszeichnung. Ab 2025 ist der Preis mit 1,1 Mio. Euro dotiert.
2020 wurde die Vergabe aufgrund der globalen Corona-Pandemie ausgesetzt.

## Organisation

### Kriterien
Der Alfried-Krupp-Förderpreis wird an Universitätsprofessoren der Natur- und Ingenieurwissenschaften einschließlich der Medizin und Psychologie vergeben. Kandidaten sollten nicht älter als 38 Jahre sein und müssen ihre Befähigung zu Forschung und Lehre durch die befristete oder unbefristete Erstberufung auf eine W2- oder W3-Professur an einer Universität in der Bundesrepublik Deutschland nachweisen. Juniorprofessuren und Professuren an Fachhochschulen und anderen Einrichtungen sind nicht berechtigt.

### Vorschlag
Es ist nicht möglich, sich um den Alfried-Krupp-Förderpreis zu bewerben. Vorschlagsberechtigt sind Einzelpersonen, Universitäten und andere Forschungsinstitutionen. Entscheidend ist die fachliche Qualifikation der vorschlagenden Person. Grundsätzlich soll nur jeweils eine Person pro Universität empfohlen werden, damit sich Einrichtungen auf einen Kandidaten verständigen.

### Vergabe
Der Wissenschaftliche Beirat schlägt dem Kuratorium der Alfried Krupp von Bohlen und Halbach-Stiftung in einer Auswahlsitzung die Preisträger vor. Von 1986 bis 2023 wurde die Auszeichnung 39-mal an insgesamt 44 Einzelpersonen vergeben, darunter 15 Frauen und 29 Männer.

### Förderung
Der Alfried-Krupp-Förderpreis ist mit einer Million Euro dotiert, die über einen Zeitraum von fünf Jahren gewährt werden. Das Preisgeld ist an die Person des Preisträgers gebunden und kann unkompliziert verwendet werden, beispielsweise für Personal sowie einmalige und fortlaufende Sach-, Verbrauchs- und Reiseaufwendungen. Die Finanzierung von Verwaltungsdienststellen ist ausgeschlossen.

## Preisträger
- 1986: Gerhard Erker, Westfälische Wilhelms-Universität Münster
- 1987: Ursula Gather, Universität Dortmund[6]
- 1987: Stefan Kaufmann, Universität Ulm
- 1987: Heinrich Kurz, Rheinisch-Westfälische Technische Hochschule Aachen
- 1988: Walter Thiel, Bergische Universität-Gesamthochschule Wuppertal
- 1989: Lutz-Henning Block, Albert-Ludwigs-Universität Freiburg
- 1989: Dietrich Kabelitz, Ruprecht-Karls-Universität Heidelberg
- 1990: Angela D. Friederici, Freie Universität Berlin
- 1991: Lutz Heide, Albert-Ludwigs-Universität Freiburg
- 1992: Albrecht Böttcher, Technische Universität Chemnitz
- 1993: Klaus Martin Wegener, Universität Dortmund
- 1994: Christiane Gatz, Universität Bielefeld
- 1995: Onur Güntürkün, Ruhr-Universität Bochum
- 1996: Roland A. Fischer, Ruprecht-Karls-Universität Heidelberg
- 1997: Frank Mücklich, Universität des Saarlandes
- 1998: Heike Pahl, Albert-Ludwigs-Universität Freiburg
- 1999: Tim Christian Lüth, Humboldt-Universität zu Berlin
- 2000: Elke Scheer, Universität Konstanz[7]
- 2000: Bernhard Breit, Ruprecht-Karls-Universität Heidelberg[7]
- 2001: Dirk Görlich, Ruprecht-Karls-Universität Heidelberg
- 2002: Stefanie Dimmeler, Johann Wolfgang-Goethe-Universität Frankfurt am Main[8]
- 2002: Gregor Markl, Eberhard-Karls-Universität Tübingen[8]
- 2002: Joachim Spatz, Ruprechts-Karls-Universität Heidelberg[8]
- 2003: Jens Niemeyer, Bayerische Julius-Maximilians-Universität Würzburg
- 2004: Ina Schieferdecker, Technische Universität Berlin[9]
- 2005: Heike Allgayer, Ruprecht-Karls-Universität Heidelberg
- 2006: Frank Glorius, Philipps-Universität Marburg
- 2007: Birgit Liss, Universität Ulm[10]
- 2008: Katja Windt, Jacobs University Bremen[11]
- 2009: Kathrin Bringmann, Universität zu Köln
- 2010: Jana Zaumseil, Universität Erlangen[12]
- 2011: Hendrik Bluhm, Rheinisch-Westfälische Technische Hochschule Aachen
- 2012: Christian Koos, Karlsruher Institut für Technologie
- 2013: Karsten Borgwardt, Eberhard-Karls-Universität Tübingen
- 2014: Benedikt Wirth, Westfälische Wilhelms-Universität Münster
- 2015: Sami Haddadin, Leibniz-Universität Hannover
- 2016: Benjamin Judkewitz, Charité Berlin
- 2017: Alexander Szameit, Universität Rostock
- 2018: Julian Stingele, Ludwig-Maximilians-Universität München[13]
- 2019: Christian Groß, Max-Planck-Institut für Quantenoptik, Eberhard Karls Universität Tübingen
- 2021: Monika Aidelsburger, Ludwig-Maximilians-Universität München[14]
- 2022: Lucas T. Jae, Ludwig-Maximilians-Universität München
- 2023: Zeynep Akata Schulz, Eberhard Karls Universität Tübingen[5]
- 2024: Kerstin Göpfrich, Universität Heidelberg[15]
- 2025: Georgia Chalvatzaki, Technische Universität Darmstadt[16]